# カルロス・アレクシャンドレ・トーレス
アレクシャンドレ・トーレス (Alexandre Torres) こと、カルロス・アレクシャンドレ・トーレス（Carlos Alexandre Torres, 1966年8月22日 - ）は、ブラジル・リオデジャネイロ出身の元サッカー選手。現役時代のポジションはディフェンダー（センターバック）。日本での登録名はトーレス (Torres) 。
ブラジルサッカー史上、最も偉大なディフェンダーといわれるカルロス・アウベルトの息子である。

## 経歴
CRヴァスコ・ダ・ガマで中心的なプレーヤーとして活躍、1994年にはFIFAワールドカップのメンバーへ招集されていたが、大会開幕直前の怪我で代表を辞退した。
1995年、名古屋グランパスエイトの監督に就任したアーセン・ベンゲルが有名選手は不要であるとして目を付け、ベンゲルが自ら獲得を希望し、グランパスへ移籍。当時のグランパスは1993年のJリーグ開幕以来、最下位を争うチーム状況であったが、ベンゲルの監督就任により、前年途中に加入していたものの日本になじめずにいた世界最高峰のMFドラガン・ストイコビッチを中心としたチームとして生まれ変わった。この年、新加入したトーレスもディフェンスリーダーとして活躍 、ベンゲルがスカウトしたフランク・デュリックスと共にチームの軸として躍動した。
1995年、5月3日のジェフ市原戦でJリーグ初ゴール、6月17日のベルマーレ平塚戦では延長戦でVゴールを決めた。1996年の元日にはサンフレッチェ広島を破り、チームの初タイトルとなる天皇杯で優勝した。
その後も不動のセンターバックとして活躍。敵のチャンスを未然に防ぐ守備能力に、空中戦の強さを併せ持つJリーグ屈指のDFであった。しかし2000年、グランパスから契約延長の話が無かったこと、母国のCRヴァスコ・ダ・ガマがFIFAクラブワールドカップへの出場に向けて補強をしていたことから、グランパスを退団することとなった。グランパスでの最終試合となった2000年1月1日の天皇杯決勝でサンフレッチェ広島を破り2度目の天皇杯優勝(試合を決定付けるチームの2点目、ストイコビッチのゴールをアシストした。)、これを花道に退団した。Jリーグでは通算142試合11ゴール、リーグカップでは31試合3ゴールの成績を残した。退団に際し、空港で多くのサポーター、チームメイト、チーム関係者から見送られ、とても感動したと後年に述べている。
引退後の2003年にもジョアン・カルロス監督の右腕としてコンサドーレ札幌コーチとして来日している。
2008-09シーズン『Foot!』（#22）の番組中、ショーボールに参加し、代理人業を営んでいることが紹介された。2009年秋にはイベント参加の為来日し、グランパスの練習にも姿を見せた。2013年にはマンチェスター・ユナイテッドの南米エリアのスカウトを務めていた。
2019年に雑誌Numberのアンケートで、これまでJリーグでプレーした最強の外国人DF部門で第3位に選ばれた。

## プレースタイル
加入当初は周囲との連携が上手くいかないこともあったが、次第に実力を発揮し、目覚ましい貢献を見せるようになった。ヴェンゲルが敷いた高いディフェンスラインを巧みに統制した。読みに優れ、カバーリングやインターセプト能力も高く、味方ゴール前と敵ゴール前での空中戦にも優れていて、自らボールを運んで的確な攻撃参加をするなど、そのスマートなプレーにヴェンゲルは全幅の信頼を寄せていた。

## 個人成績
| 国内大会個人成績 | 国内大会個人成績 | 国内大会個人成績 | 国内大会個人成績 | 国内大会個人成績 | 国内大会個人成績 | 国内大会個人成績 | 国内大会個人成績 | 国内大会個人成績 | 国内大会個人成績 | 国内大会個人成績 | 国内大会個人成績 |
| 年度             | クラブ           | 背番号           | リーグ           | リーグ戦         | リーグ戦         | リーグ杯         | リーグ杯         | オープン杯       | オープン杯       | 期間通算         | 期間通算         |
| 年度             | クラブ           | 背番号           | リーグ           | 出場             | 得点             | 出場             | 得点             | 出場             | 得点             | 出場             | 得点             |
| 日本             | 日本             | 日本             | 日本             | リーグ戦         | リーグ戦         | リーグ杯         | リーグ杯         | 天皇杯           | 天皇杯           | 期間通算         | 期間通算         |
| ---------------- | ---------------- | ---------------- | ---------------- | ---------------- | ---------------- | ---------------- | ---------------- | ---------------- | ---------------- | ---------------- | ---------------- |
| 1995             | 名古屋           | -                | J                | 36               | 6                | -                | -                | 4                | 0                | 40               | 6                |
| 1996             | 名古屋           | -                | J                | 29               | 2                | 13               | 0                | 1                | 0                | 43               | 2                |
| 1997             | 名古屋           | 5                | J                | 29               | 2                | 10               | 1                | 1                | 0                | 40               | 3                |
| 1998             | 名古屋           | 5                | J                | 24               | 0                | 4                | 0                | 4                | 0                | 32               | 0                |
| 1999             | 名古屋           | 5                | J1               | 24               | 1                | 4                | 2                | 4                | 1                | 32               | 4                |
| 通算             | 日本             | 日本             | J1               | 142              | 11               | 31               | 3                | 14               | 1                | 187              | 15               |
| 総通算           | 総通算           | 総通算           | 総通算           | 142              | 11               | 31               | 3                | 14               | 1                | 187              | 15               |

その他の公式戦
- 1996年
  - スーパーカップ 1試合0得点
  - サントリーカップ 2試合0得点
- 1997年
  - サンワバンクカップ 1試合1得点

その他の国際試合
- 1996 アジアカップウィナーズカップ 2試合0得点

## 代表歴

### 試合数
- 国際Aマッチ 1試合（1992年）[11]

| ブラジル代表 | 国際Aマッチ | 国際Aマッチ |
| 年           | 出場        | 得点        |
| ------------ | ----------- | ----------- |
| 1992         | 1           | 0           |
| 通算         | 1           | 0           |